# Cuasedós de Natewa
El cuasedós de Natewa (Lamprolia klinesmithi) és un ocell de la família dels ripidúrids (Rhipiduridae).

## Hàbitat i distribució
Habita els boscos humits de les muntanyes de l'illa de Vanua Levu, a les Fiji